# Avcılar, Edremit
Avcılar là một xã thuộc huyện Edremit, tỉnh Balıkesir, Thổ Nhĩ Kỳ. Dân số thời điểm năm 2010 là 2.119 người.